# Transmile Air Services
Transmile Air Services is een Maleisische luchtvaartmaatschappij met haar thuisbasis in Kuala Lumpur. Als dochter van de Transmile Group voert zij vrachtvluchten uit in de regio en naar de USA.

## Geschiedenis
Transmile Air Services is opgericht in 1993 als Pelangi Mahjana. Na overname door de Transmile Group werd de huidige naam ingevoerd.

## Bestemmingen
Transmile Air Services voert lijnvluchten uit naar:(juli 2007)
Binnenland:
- Kota Kinabalu, Kuala Lumpur, Kuching.

Buitenland:
- Anchorage, Bangalore, Bangkok, Chongqing, Hongkong, Los Angeles, Chennai, Nagoya, Shenzhen.

## Vloot
De vloot van Transmile Air Services bestaat uit:(oktober 2007)
- 4 MD-11F
- 6 Boeing B727-200(F)
- 1 Boeing B737-200C